# Oberlahr
Oberlahr é um município da Alemanha localizada no distrito de Altenkirchen, na associação municipal de Verbandsgemeinde Flammersfeld, no estado da Renânia-Palatinado.

## População
| - 1815 – 239 - 1835 – 267 - 1871 – 314 - 1905 – 319 - 1939 – 500 - 1950 – 577 | - 1961 – 595 - 1965 – 641 - 1970 – 636 - 1975 – 657 - 1980 – 656 - 1985 – 658 | - 1987 – 698 - 1990 – 762 - 1995 – 790 - 2000 – 801 - 2005 – 810 - 2008 – 828 |